# FK Jezero Plav
Maillots
Le Fudbalski klub Jezero Plav (en monténégrin : Фудбалскли клуб Језеро Плав), plus couramment abrégé en FK Jezero Plav, est un club monténégrin de football fondé en 1934 et basé dans la ville de Plav.

## Histoire
Championne de deuxième division en 2007-2008, l'équipe première évolue en 2008-2009 dans le Championnat du Monténégro de football.

## Palmarès
| Compétitions nationales                                                                                   |
| --- |
| - Coupe du Monténégro : - Finaliste : 2023-24. - Championnat du Monténégro D2 (1) : - Champion : 2007-08. |

## Personnalités du club

### Présidents du club
- Mirza Medunjanin
- Husnija Sabović
- Orhan Redzepagić

### Entraîneurs du club
- Mladen Lambulić
- Zoran Madzevski